# Tour de Bretagne 2016
Die 50. Tour de Bretagne 2016 war ein französisches Straßenradrennen in der Bretagne. Das Etappenrennen fand vom 25. April bis zum 1. Mai 2016 statt. Zudem gehörte es zur UCI Europe Tour 2016 und war dort in der Kategorie 2.2 eingestuft.

## Teilnehmende Mannschaften
| Professional Continental Team- Fortuneo-Vital Concept Continental Teams (13)- Armée de terre - Bridgestone Anchor - Dimension Data-Qhubeka - Euskadi Basque Country-Murias - Joker Byggtorget - Klein Constantia - Manzana Postobón - Rabobank Development - Rally Cycling - SEG Racing Academy - Sparebanken Sør - Tre Berg-Bianchi - Wallonie Bruxelles-Group Protect Nationalmannschaften (2)- Australien U23 - Vereinigte Staaten U23 Regionale Teams und Vereine (8)- BIC 2000 - BMC Development - World Cycling Centre - Lotto-Soudal U23 - RH+-Polartec-Fundación Alberto Contador - Sojasun espoir-ACNC - UC Nantes Atlantique - VC Pays de Loudéac Regional team- Équipe régionale de Bretagne |
| |

## Etappen
| Etappe    | Datum    | Etappenorte                    | type            | Länge (km) | Etappensieger    | Gesamtführender |
| --------- | -------- | ------------------------------ | --------------- | ---------- | ---------------- | --------------- |
| 1. Etappe | 25. Apr. | Quiberon – Landévant           | Flachetappe     | 158,7      | František Sisr   | František Sisr  |
| 2. Etappe | 26. Apr. | Belz – Louisfert               | Flachetappe     | 204,1      | Boris Vallée     | František Sisr  |
| 3. Etappe | 27. Apr. | Louisfert – Janzé              | Flachetappe     | 152,7      | Cyrille Patoux   | František Sisr  |
| 4. Etappe | 28. Apr. | Plancoët – Lannion             | Hügelige Etappe | 163,5      | Adrien Costa     | Adrien Costa    |
| 5. Etappe | 29. Apr. | Plestin-les-Grèves – Treffléan | Flachetappe     | 192,7      | Boris Vallée     | Adrien Costa    |
| 6. Etappe | 30. Apr. | Fouesnant – Fouesnant          | Flachetappe     | 156,4      | Thomas Rostollan | Adrien Costa    |
| 7. Etappe | 1. Mai   | Le Hinglé – Dinan              | Flachetappe     | 149,9      | Nick Schultz     | Adrien Costa    |

## Wertungstrikots
| Etappe         | Etappensieger    | Gesamtwertung  | Punktewertung  | Bergwertung        | Nachwuchswertung | Teamwertung               |
| -------------- | ---------------- | -------------- | -------------- | ------------------ | ---------------- | ------------------------- |
| 1              | František Sisr   | František Sisr | František Sisr | Rémi Cavagna       | Lennard Hofstede | BMC Development Team      |
| 2              | Boris Vallée     | František Sisr | František Sisr | Rémi Cavagna       | Lennard Hofstede | BMC Development Team      |
| 3              | Cyrille Patoux   | František Sisr | František Sisr | Rémi Cavagna       | Lucas Eriksson   | BMC Development Team      |
| 4              | Adrien Costa     | Adrien Costa   | František Sisr | Carl Fredrik Hagen | Adrien Costa     | USA                       |
| 5              | Boris Vallée     | Adrien Costa   | František Sisr | Carl Fredrik Hagen | Adrien Costa     | USA                       |
| 6              | Thomas Rostollan | Adrien Costa   | Jeroen Meijers | Carl Fredrik Hagen | Adrien Costa     | Armée de terre            |
| 7              | Nick Schultz     | Adrien Costa   | Jeroen Meijers | Carl Fredrik Hagen | Adrien Costa     | Rabobank Development Team |
| Wertungssieger | Wertungssieger   | Adrien Costa   | Jeroen Meijers | Carl Fredrik Hagen | Adrien Costa     | Rabobank Development      |